# Сребрна Гура (Великопольское воеводство)
Сребрна Гура (пол. Srebrna Góra) — небольшое село в Западной Польше Великопольского воеводства Вонгровецкого повята. Расположена на границе Великопольского с Куявско-Поморским воеводством.
Центр одноименного сельского округа гмины Вапно. Население — 330 человек.

## История
Первое упоминание, тогда еще города Сребрна Гура, относится к началу XVI века, когда во время Тридцатилетней войны с крестоносцами город выставил одного воина.

## Достопримечательности
- Дворцовый комплекс конца XVIII столетия.
- костëл св. Николая 1848—1849 годов.

## Известные уроженцы
В 1946 году в Сребрной Гуре родилась популярная польская эстрадная певица Ирена Яроцка.